# 디시 (음식)

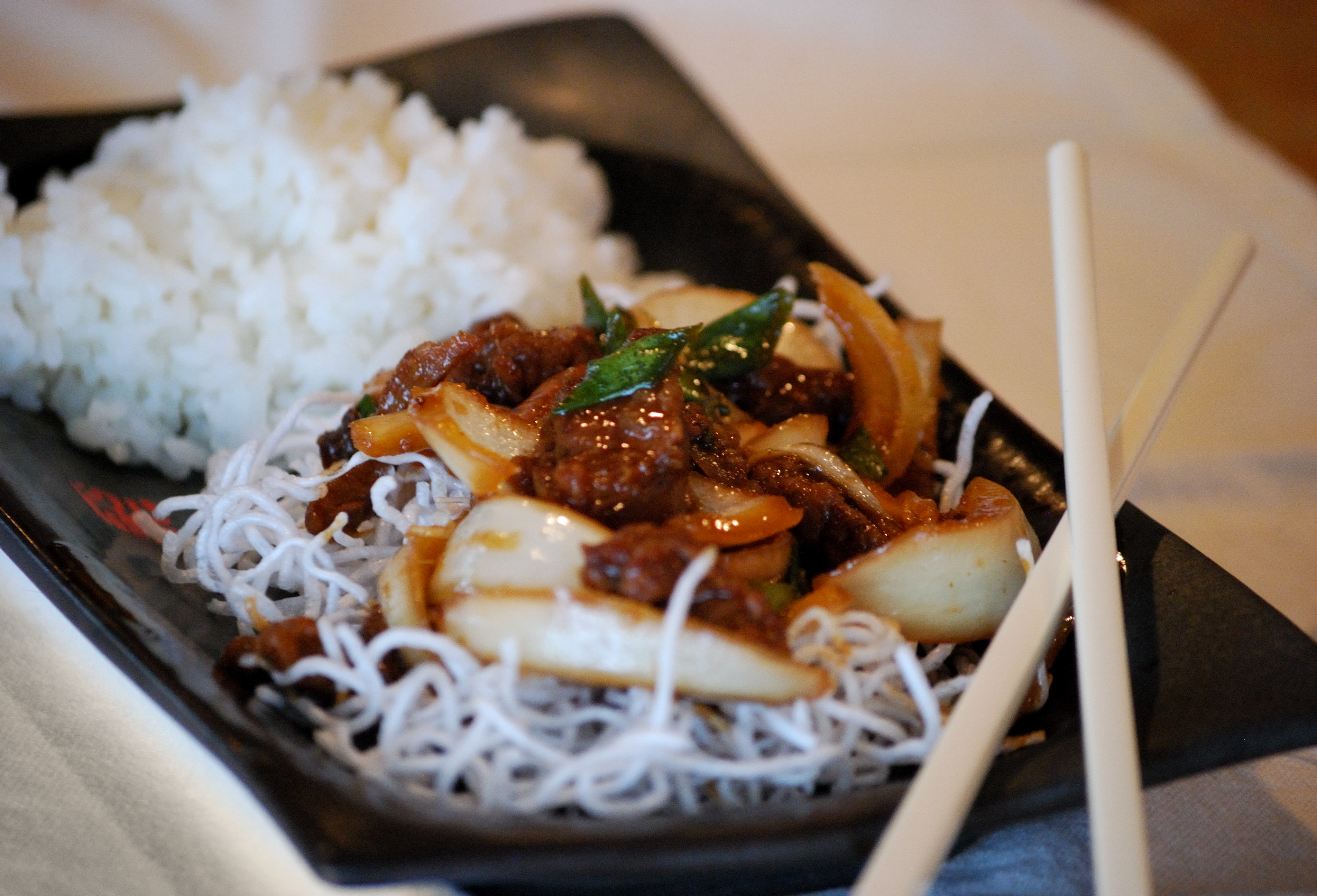
몽골리언 비프 플레이트

미식학에서 디시(dish)는 바로 먹거나 제공이 가능한 특정 음식 준비를 의미한다.
디시는 식기에 담을 수도 있고, 손에 들고 먹을 수도 있다.
디시를 준비하는 방법을 레시피(recipe)라고 한다.
예를 들어 케첩을 곁들인 핫도그와 같은 일부 디시는 두 가지 바로 먹을 수 있는 음식을 단순히 결합하여 만들어지기 때문에 요리책에 자체 레시피가 인쇄되어 있는 경우가 거의 없다.

## 같이 보기
- 앙트레
- 고명